# تفجيرات بغداد 17 آب 2010
تفجيرات بغداد 17 آب 2010 هو هجومين في العاصمة العراقية (بغداد) كان الهجوم الأول في الصباح عندما فجر انتحاري متفجراته خارج مقر فرقة الجيش العراقي على مجندين محتملين في الجيش، بعضهم كان في طوابير لساعات قبل التفجيرات، مما أسفر عن مقتل أكثر من 60 وإصابة أكثر من 100. وقع الهجوم الثاني في المساء عندما انفجرت شاحنة وقود في حي شيعي، مما أسفر عن مقتل 8 أشخاص وجرح 44 آخرين. تبنت دولة العراق الإسلامية الهجوم الأول.

## خلفية الانفجار
جاء التفجير وسط حالة من عدم اليقين بشأن الحكومة المستقبلية في العراق بعد الانتخابات البرلمانية العراقية 2010. قبل يوم واحد من الهجوم انسحب رئيس الوزراء العراقي المؤقت السابق إياد علاوي من محادثات التحالف مع رئيس الوزراء نوري المالكي، بعد مزاعم بأن المالكي كان يضغط من أجل تقسيم طائفي للحكومة. وكانت قوات الأمن هدفا للهجوم في الأشهر التي سبقت هذا التفجير. بدأت الولايات المتحدة في خفض عدد قواتها في العراق، من ما يقارب 60.000 في وقت هذا القصف، إلى حوالي 50.000 بحلول 31 أغسطس، والذي كان من المقرر أن يكون النهاية الرسمية للعمليات القتالية. كان التفجير أول هجوم كبير في شهر رمضان هذا العام، وهو الشهر الأكثر تبجيلًا في التقويم الإسلامي.

## التفجيرات

### التفجير الأول
كان العاطلون عن العمل يقفون في طوابير لساعات خارج مركز تجنيد تابع للجيش عندما اقترب انتحاري وفجر عبواته الناسفة. موقع التجنيد يقع بالقرب من باب المعذب (البوابة الكبرى) على ضفاف نهر دجلة ومبنى وزارة الدفاع العراقية السابق في وسط بغداد. وقال مسؤول بوزارة الداخلية إن غالبية الضحايا من المجندين لكن كان هناك أيضا بعض الجنود الذين كانوا يحمون مركز التجنيد من بين الضحايا. كانت الخسائر في صفوف هؤلاء الجنود على الأقل ثلاثة قتلى وثمانية جرحى، وبلغ العدد الإجمالي للقتلى أكثر من 60.

### القصف الثاني
وفي اليوم نفسه وقع هجوم آخر في الساعة 21:30 في حي أور ذي الأغلبية الشيعية. انفجرت قنبلة مثبتة في شاحنة وقود محملة بالكيروسين، مما أسفر عن مقتل ثمانية أشخاص وإصابة 44 آخرين.

## الجناة
ألقى المتحدث باسم العراق الجنرال الموسوي على الفور باللوم على القاعدة في العراق في التفجيرات. أعلنت دولة العراق الإسلامية التي تضم تنظيم القاعدة في العراق، في غضون ثلاثة أيام مسؤوليتها عن الهجوم الأول من الهجومين، قائلة إنها استهدفت "مجموعة من الشيعة والمرتدين الذين باعوا دينهم مقابل المال ويكونوا أداة في الحرب على العراق. ويتفاخرون بأن عنصرهم مر بسهولة عبر نقاط التفتيش قبل أن يفجر حزامه الناسف وسط حشد من الضباط والمجندين خارج مقر قيادة.

## ردة الفعل
قال متحدث باسم البيت الأبيض «من الواضح أنه لا يزال هناك أشخاص يريدون عرقلة التقدم الذي أحرزه الشعب العراقي نحو الديمقراطية. لكنهم يسيرون بثبات في المسار الصحيح. ونحن على ثقة من أننا نتقدم نحو نهاية مهمتنا القتالية. حقيقة أن هناك الكثير من المنافسة على من سيدير هذا البلد هو أمر جيد».